# Perm (město)
Perm (mužský rod; rusky Пермь, ženský rod) je přístavní město na řece Kama na samém východě evropské části Ruské federace, poblíž pohoří Ural. Je hlavním městem Permského kraje. Žije zde přibližně 1,03 milionu obyvatel.

## Etymologie
V ruštině má jméno Perm ženský rod, na přelomu 18. a 19. století se poprvé v některých ruských úředních dokumentech začalo jméno Perm používat v mužském rodě. Slovo Perm bylo poprvé zmíněno v Nestorově letopisu v nedatované části napsané v roce 1113. Původ slova je předmětem vědeckých diskuzí, hlavní verze původu toponyma jsou:
- z finského slova perämaa, které znamená zadní země nebo protilehlá země. Je to odkaz na přetahování lodí přes řeku na druhý břeh.
- ze staronorského názvu Bjarmaland, který původně označoval baltsko-finské území na pobřeží Bílého moře. Jak staroruská kolonizace postupovala, slovo se zkomolilo v Perm a pojmenovalo tak dnešní město.
- z komijského slova parma, které znamená vyvýšené místo porostlé smrkovým lesem.

## Historie
Podobně jako u mnoha dalších měst v oblasti Uralu jsou počátky Permu spojeny s rozvojem manufakturní výroby. V osadě Jegošicha, zmíněné poprvé roku 1647, na stejnojmenné říčce byla v květnu 1723 zřízena měděná huť a hamr. V roce 1780 byla osada přejmenována na Perm a ustavena sídlem oblastního místodržitelství. Přestavba na město byla slavnostně dokončena v říjnu 1781. Po téměř sto letech sem dorazila železnice (1878). V letech 1797 až 1923 byl Perm sídelním městem Permské gubernie, od roku 1938 byl centrem Permské oblasti. Bývalá carská pevnost sloužila po roce 1917 bolševikům jako státní vězení a byla roku 1918 dobyta československými legiemi.  Mezi lety 1940 a 1958 neslo město název Molotov po sovětském politikovi Vjačeslavu Molotovovi. Od 1. prosince 2005 je Perm hlavním městem Permského kraje, vzniklého sloučením Permské oblasti s Komi-Permjackým autonomním okruhem.
Dne 20. září 2021 student Permské státní univerzity zastřelil v budově školy 8 lidí a dalších více než 30 zranil.

## Průmysl a instituce
V Permu se nacházejí výzkumné laboratoře a závody na zpracování ropy (rafinérie), chemikálií, dřeva a potravin. Perm je významné zbrojařské a motorářské centrum Ruska. Vyrábí se zde letecké a raketové motory, donedávna také mezikontinentální balistické rakety. Také je zde několik univerzit (nejstarší z roku 1916), divadel, muzeí a jedna galerie. V sousedství města je řeka Kama proti proudu zadržena velkou Kamskou přehradou.

## Doprava
Perm leží na Transsibiřské magistrále (Moskva–Vladivostok), nejdelší železniční trati světa, ze které zde odbočují další tratě na Solikamsk a Nižnij Tagil. Funguje zde mezinárodní letiště Bolšoje Savino.
- Tramvajová doprava v Permu
- Metro v Permu (plánované)

## Zajímavosti
Podle hojných nálezů v Permské gubernii zavedl ve 40. letech 19. století britský geolog Sir Roderick Murchison pro příslušné období prvohor označení perm.

## Zobrazení města v literatuře
Perm zřejmě posloužil jako inspirace pro Čechovovy Tři sestry (1901). Autor napsal v dopisu Gorkému z 16. října 1900: „...děj se odehrává v provinciálním městě na způsob Permu“. Město navštívil roku 1890 a tehdy tam skutečně žily tři sestry Cimmermanovy, osvícené učitelky na soukromé škole. Deník Alji Rachmanovové (1931) začíná roku 1916 jejím nástupem ke studiu na filologické fakultě univerzity v Permu a jeho „permská“ část končí útěkem celé rodiny před bolševiky z města dále na východ. Pasternakovi posloužil Perm jako předobraz města Jurjatinu v románu Doktor Živago (1956).

## Osobnosti

### Významní rodáci
- Sergej Pavlovič Fedotov (* 1961), divadelní režisér, zakladatel Divadla U mostu
- Natalja Lvovna Ključarjovová (* 1981), novinářka a spisovatelka
- Alexandra Kostěňuková (* 1984), šachistka
- Daniil Subbotin (*1998), mistr světa v karate shotokan

### Další osobnosti spjaté s městem
- Helena Karađorđević (1884–1962), srbská princezna a ruská kněžna, vězněna v Permu
- Alja Rachmanovová (1898–1991), ruská exilová spisovatelka (v Permu žila a studovala)

## Partnerská města
- Agrigento, Itálie
- Louisville, Kentucky, USA (1994)
- Oxford, Spojené království (1995)
- Duisburg, Německo (2007)
- Čerkasy, Ukrajina
- Šen-čen, Čína